# アナトール (映画)

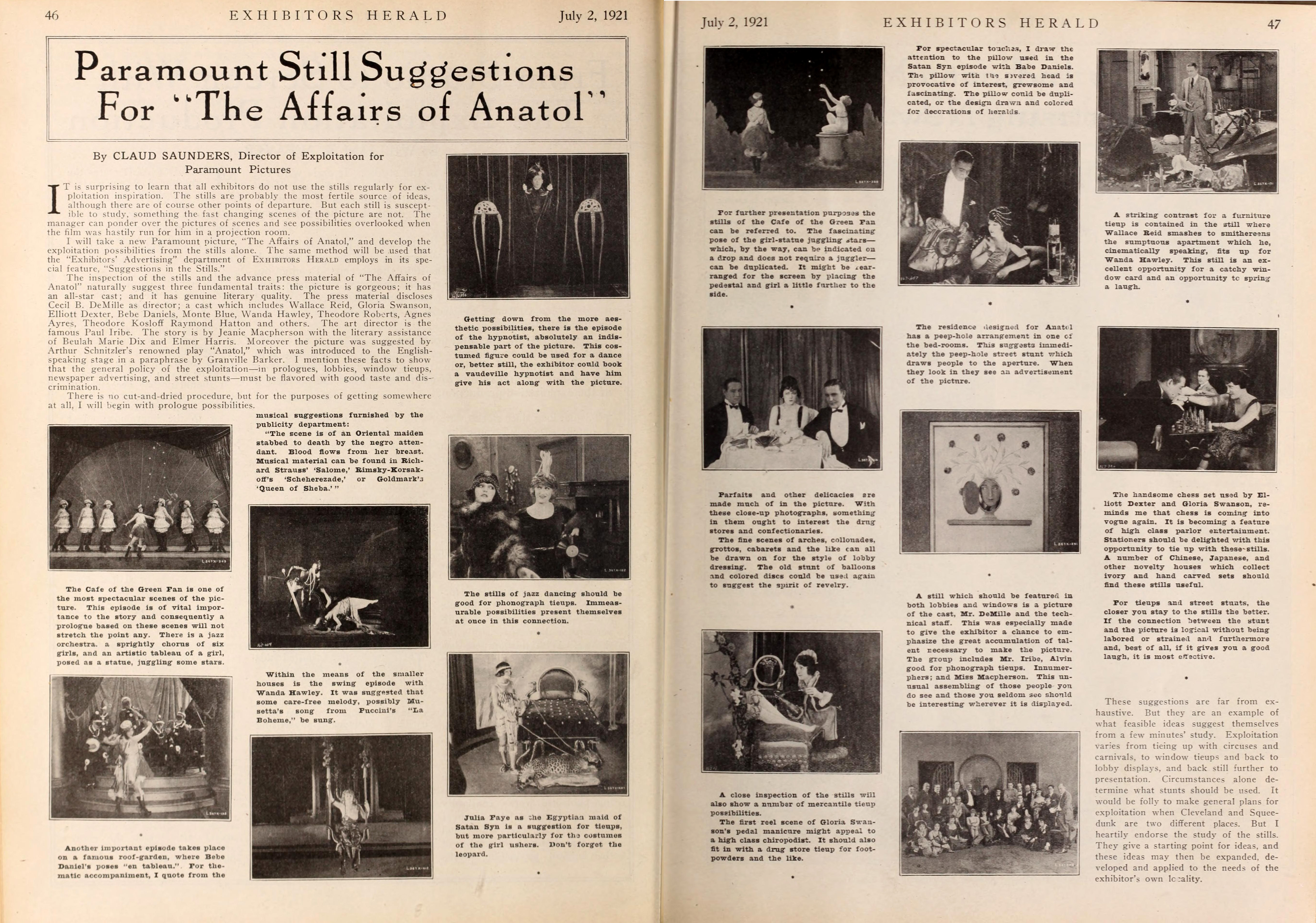
スチル写真の紹介と、宣伝における活用についての指示。

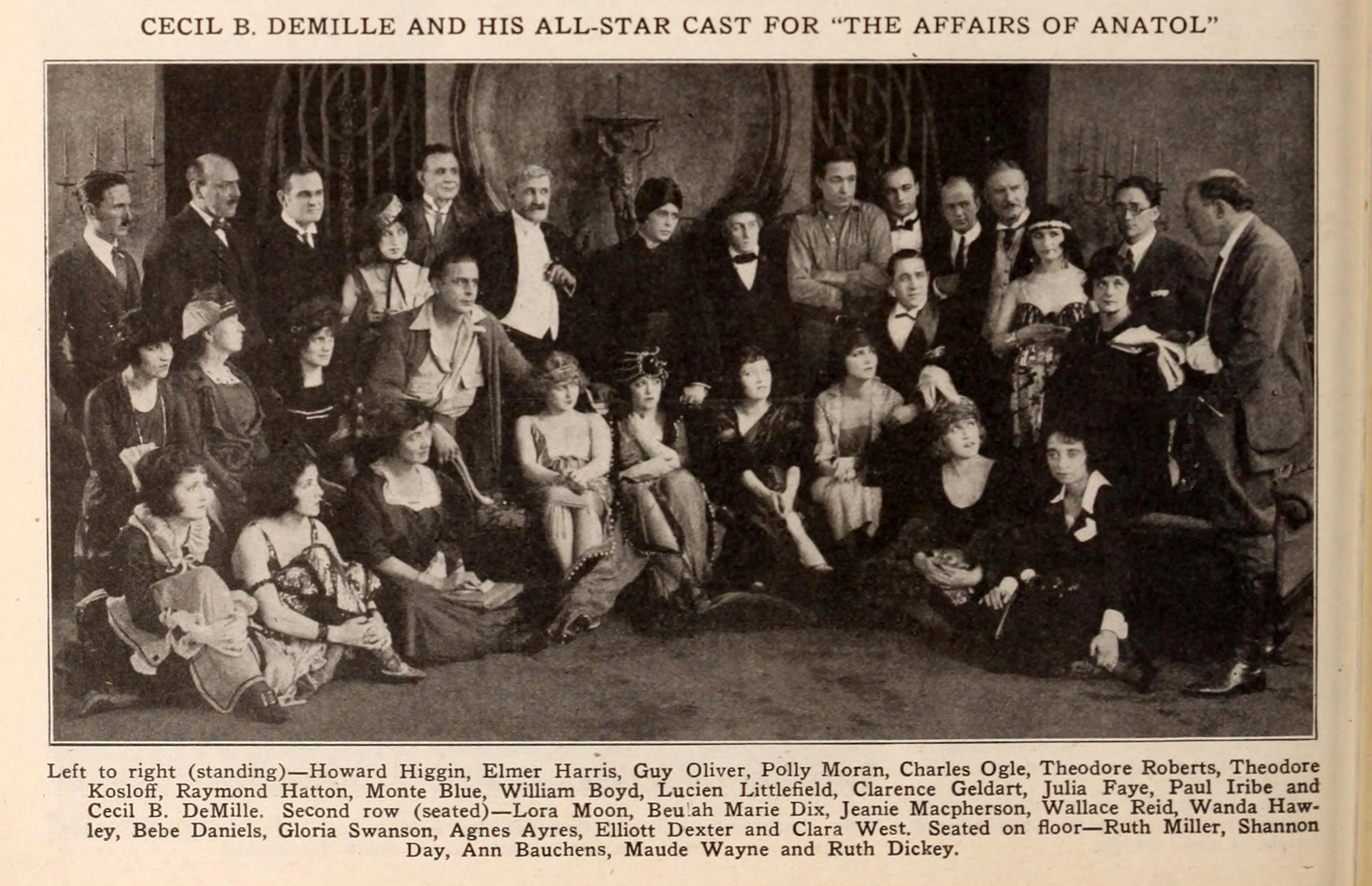
出演したキャストの集合写真。

『アナトール』(The Affairs of Anatol) は、サイレント時代の1921年に公開されたアメリカ合衆国の映画で、セシル・B・デミルが監督し、ウォーレス・リードとグロリア・スワンソンが主演したコメディ＝ドラマ映画。この映画は、 アルトゥル・シュニッツラーが1893年に書いた戯曲『アナトール (Anatol)』を原作としている。

## キャスト
- ウォーレス・リード - アナトール・スペンサー (Anatol Spencer)
- グロリア・スワンソン - ヴィヴィアン・スペンサー、アナトールの妻 (Vivian Spencer - Anatol's Wife)
- ワンダ・ホーリー（英語版） - エミリー・ディクソン (Emilie Dixon)
- セオドア・ロバーツ - ゴードン・ブロンソン (Gordon Bronson)
- エリオット・デクスター（英語版） - マックス・ルーニョン (Max Runyon)
- セオドア・コスロフ（英語版） - ミスター・ナゼル・シン、ヒンドゥー催眠術師 (Mr. Nazzer Singh - Hindu Hypnotist)
- アグネス・エアーズ - アニー・エリオット (Annie Elliott)
- モンテ・ブルー（英語版） - アブナー・エリオット (Abner Elliott)
- ビーブ・ダニエルズ - セイタン・シン (Satan Synne)

## 背景
本作の脚本が原作としたのは、アルトゥル・シュニッツラーが1893年に書いた一幕物の戯曲『アナトール』のハーレー・グランヴィル＝バーカーによる英語への翻訳であった。この芝居は、1912年10月14日にニューヨークで初演され、ジョン・バリモアが主人公アナトールを演じて、のべ72回の公演がおこなわれた。

## 保存状況
この映画のプリントは、現存している。フィルム・プリザヴェイション・アソシエイツ (Film Preservation Associates: FPA) によって、ブライアン・ベニソン (Brian Benison) が音楽を新たに作曲、演奏したバージョンが、1999年に著作権表示されている。その後、この作品は、FPAのデイヴィッド・シェパードによってVHS用の117分のバージョンが制作され、その後、DVDも作られた。
サム・ウッドは、本作と同じくスワンソン、リード、デクスターが出演した1921年の映画『Don't Tell Everything』の制作に際して、明らかに本作のアウトテイクの流用をおこなっていた。